# فابریس وندپوت
فابریس وندپوت (انگلیسی: Fabrice Vandeputte؛ زادهٔ ۲۲ سپتامبر ۱۹۶۹) بازیکن فوتبال است.